# Hypoleria yawara
Hypoleria yawara är en fjärilsart som beskrevs av Jose Francisco Zikán 1942. Hypoleria yawara ingår i släktet Hypoleria och familjen praktfjärilar. Inga underarter finns listade i Catalogue of Life.